# Juan Nepomuceno Fernández
Juan Nepomuceno Fernández est une localité rurale argentine située dans le partido de Necochea, dans la province de Buenos Aires.

## Toponymie
La ville rurale porte le nom de Juan Nepomuceno Fernández (1798—1871), un exploitant et commerçant argentin qui fut l'un des premiers colons du partido de Lobería Grande et participa à la fondation de la Sociedad Rural Argentina,.

## Histoire
Juan Nepomuceno Fernández est une localité rurale fondée le 28 mars 1909 par Josefa Fernández de Fonseca Vaz, la Comtesse de Sena. Ce village est l'un des plus remarquables du partido de Necochea. Elle est directement liée à l'activité du secteur agricole de sa zone d'influence. Elle dispose de terres très riches pour cultiver le blé, le maïs, le tournesol, le soja ; et de champs très propices à la culture du bétail bovin.
Les voies ferrées divisent la ville en deux.

## Démographie
La localité compte 2 721 habitants (Indec, 2010), ce qui représente un déclin de 5,7 % par rapport au recensement précédent de 2001 qui comptait 2 886 habitants.

## Religion
| Diocèse  | Mar del Plata            |
| -------- | ------------------------ |
| Paroisse | Sagrado Corazón de Jesús |